# Mesochorus molestus
Mesochorus molestus là một loài tò vò trong họ Ichneumonidae.